# Bruce Ferden
Bruce Ferden (* 1949 in Fosston/Minnesota; † 23. September 1993 in Seattle) war ein amerikanischer Orchesterleiter sowie Generalmusikdirektor unter anderem in Aachen, Lincoln (Nebraska) und Spokane/Washington.

## Leben und Wirken
Nach seinem Studium an der Moorhead State  University in Moorhead (Minnesota) und der University of Miami und seinem Abschluss an der University of Southern California in Los Angeles und der Juilliard School in New York City arbeitete Ferden mit Peter Herman Adler am American Opera Center zusammen. Anschließend wurde er 1976 mit erst 25 Jahren zum Assistenten des Dirigenten Pierre Boulez an das New York Philharmonic Orchestra berufen. Bereits im Jahr 1980 dirigierte er an der Nederlandse Oper Amsterdam die Weltpremiere der Oper Satyagraha seines Landsmannes Philip Glass und später, im Jahr 1988, dessen europäische Erstaufführung der Oper The Making of the Representative of Planet 8 an gleicher Stelle. Darüber hinaus übernahm er unter anderem Arrangements an der Seattle Opera und trat ferner in diesem Zeitraum mit den Pittsburgh Symphony Orchestra beim Next Wave Festival of the Brooklyn Academy of Music auf.
Ab 1982 übernahm Ferden eine feste Stelle als Musikdirektor beim Nebraska Chamber Orchestra und ab 1985 zusätzlich noch bei der Spokane Symphony. Anschließend bewarb er sich 1990 erfolgreich für die Stelle des Generalmusikdirektors am Stadttheater Aachen. Hier leitete er das Sinfonieorchester Aachen und den Sinfonischen Chor und war in dieser Zeit unter anderem verantwortlich für die Opernaufführungen Die verkaufte Braut von Bedřich Smetana, Katja Kabanova von Leoš Janáček und Die Liebe zu den drei Orangen von Sergei Prokofjew.
Bereits Sommer 1992 und gesundheitlich angeschlagen zog es Ferden wieder zurück in die Vereinigten Staaten und er übernahm dort noch einige Auftritte als Gastdirigent. So hatte er noch im Oktober 1992 glanzvolle Auftritte an der Metropolitan Opera mit der Welturaufführung der Oper The Voyage, wiederum von Philip Glass und mit einer Neuauflage von Verdis Oper Aida an der Seattle Opera sowie im Januar 1993 an der Dallas Opera mit Donizettis Oper Lucia di Lammermoor und mit drei Opernwerken von Manuel de Falla. Zuletzt trat er im Juni 1993 noch einmal mit einer CD-Aufnahme des Liederzyklus Singing Earth der amerikanischen Komponistin Elinor Remick Warren zusammen mit dem Bariton Thomas Hampson und dem Polnischen Radio- und Fernsehorchester Krakau in Erscheinung, bevor er schließlich nach langer Krankheit am 23. September 1993 verstarb.